# سیاست روادید ایالات متحده آمریکا

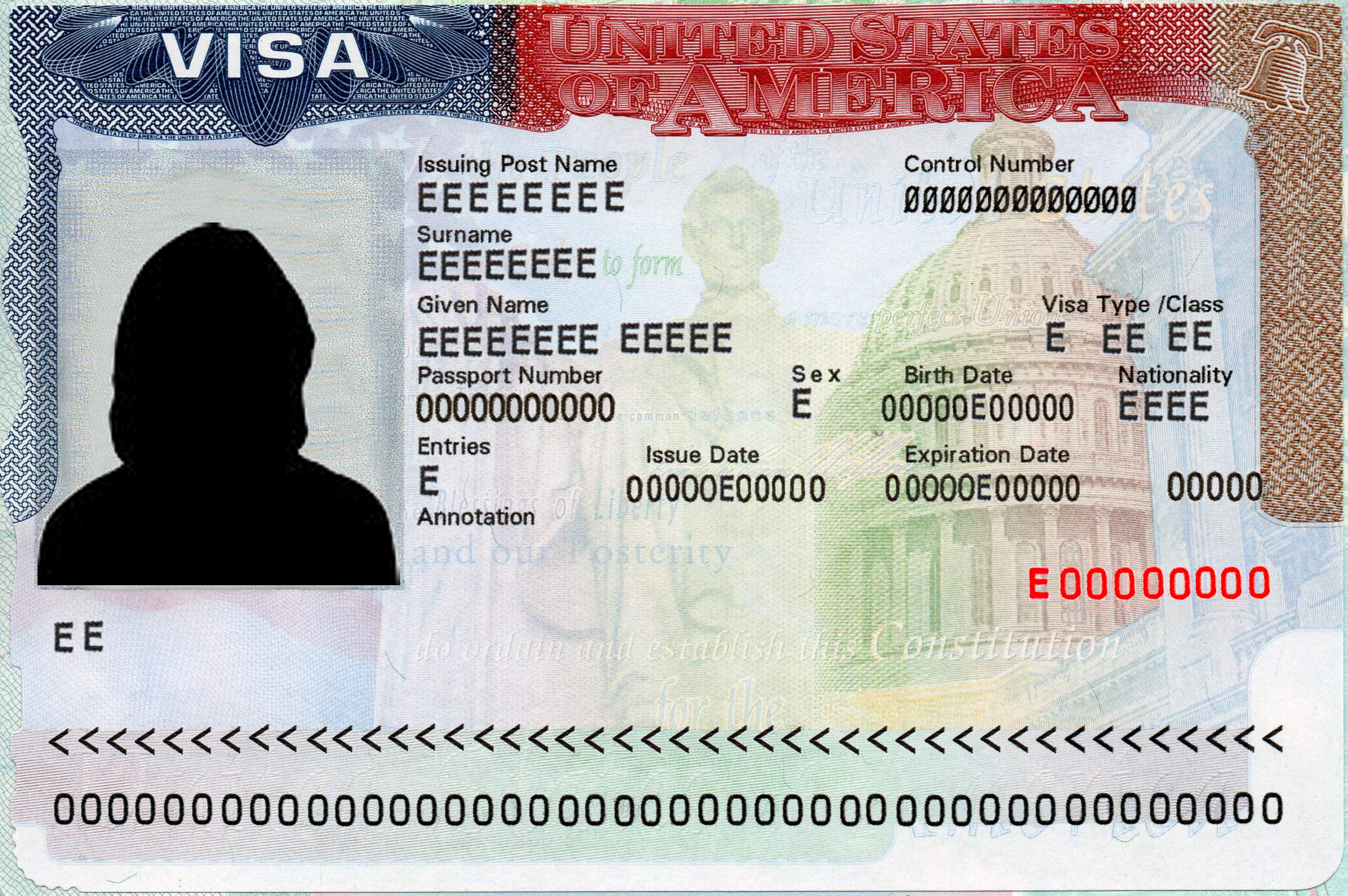
یک نوع ویزای آمریکا

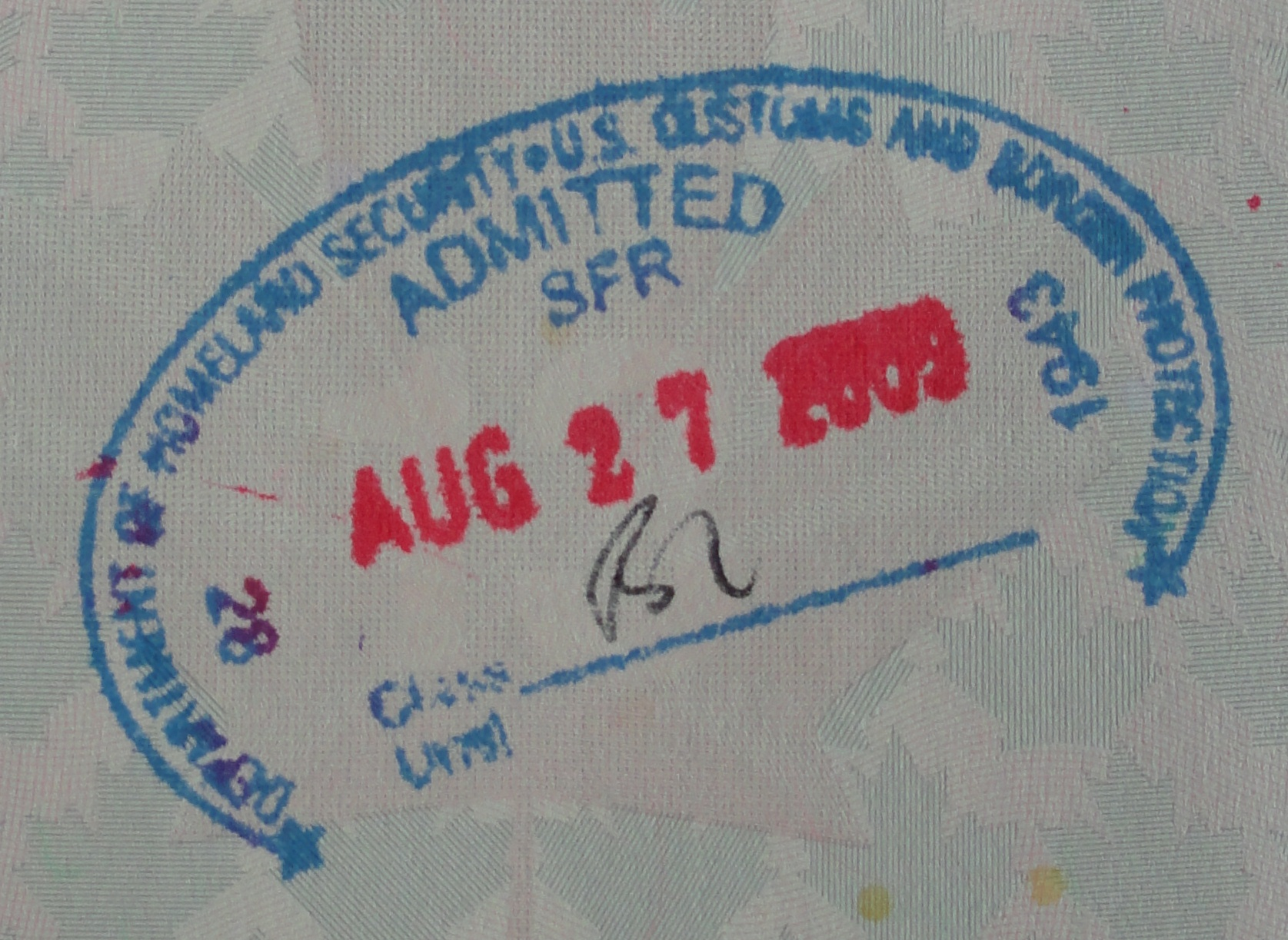
passport stamp ورودی برای یک شهروند کانادا صادره از سوی اداره گمرک و حفاظت مرزی ایالات متحده آمریکا در فرودگاه بین‌المللی سانفرانسیسکو.

سیاست روادید ایالات متحده آمریکا درگیر لازمه‌هایی است که اتباع خارجی خواهان ورود به ایالات متحده آمریکا باید برای اخذ روادید (ویزا)، که مجوزی برای ورود، و ماندن در آمریکاست، باید داشته باشند. بازدیدکنندگان از آمریکا باید از یکی از وابسته‌های دیپلماتیک ایالات متحده آمریکا روادید بگیرند مگر این که اهل یکی از کشورهای برنامه معافیت از ویزا باشند. همین مقررات بر بازدید از پورتوریکو و جزایر ویرجین ایالات متحده آمریکا اعمال می‌شود ولی قوانین مربوط به گوآم، جزایر ماریانای شمالی و ساموآی آمریکا.
آمریکا به افراد زیر معافیت از ویزای بازدیدکننده اعطا می‌کند:
- شهروندان کشورهای پیمان ارتباط آزاد: ایالات فدرال میکرونزی، جزایر مارشال، و پالائو
- شهروندان کانادا، از جمله متقاضیان وضعیت تی‌ان در مرز و شهروندان قلمروهای ماورابحار بریتانیا مرتبط با برمودا
- شهروندان یکی از ۳۸ کشور عضو برنامه چشم‌پوشی از ویزا
- شهروندان باهاما و شهروندان قلمروهای ماورابحار بریتانیا مرتبط با جزایر ویرجین بریتانیا، جزایر کیمن یا جزایر تورکس و کایکوس، در شرایط خاص
- دارندگان فرم I-512 (Advance parole)

شهروندان هفت کشور، حتی در صورت داشتن ویزای معتبر، از ۲۷ ژانویه ۲۰۱۷ به مدت ۹۰ روز از ورود منع می‌شوند. به هر روی شهروندان این کشورها که دارای اقامت دائم باشند تحت‌الشعاع این فرمان نیستند. این فرمان با حکم قاضی روبارت فعلاً متوقف شده‌است.

## سیاست روادید

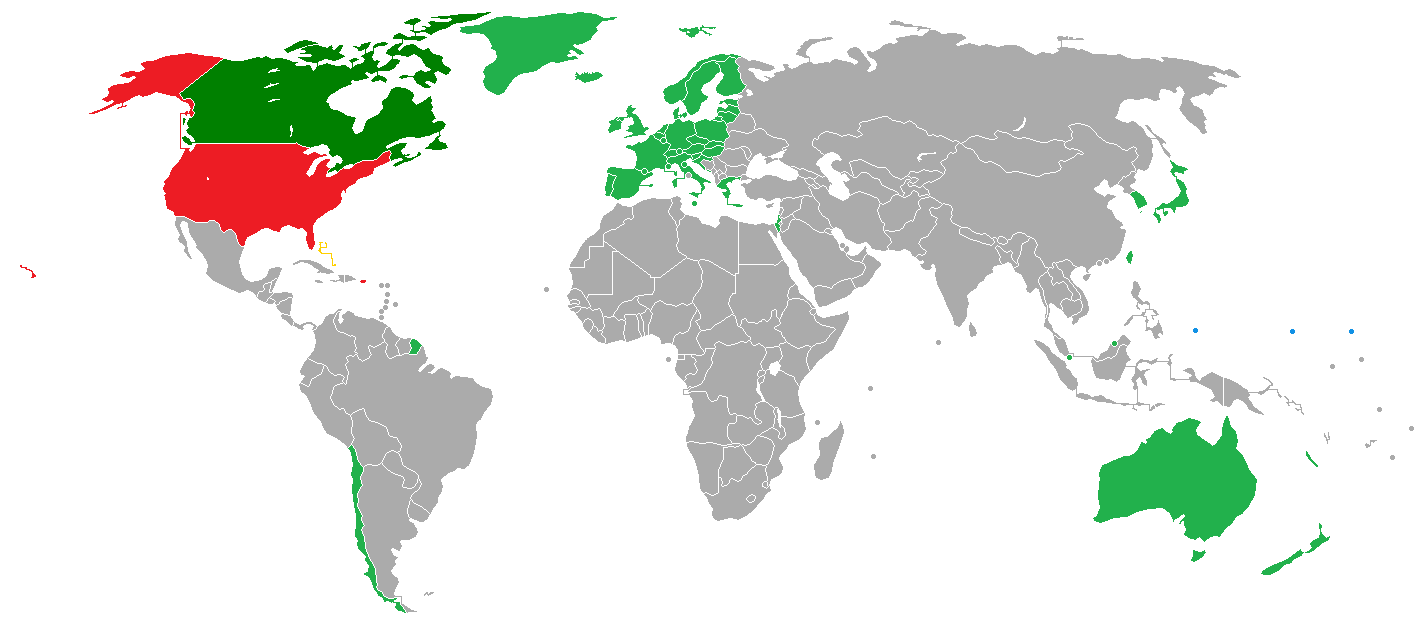

چهار کشور و یک قلمروی فرادریایی بریتانیا به آمریکا دسترسی معاف از ویزا دارند.
شهروندان کانادا در بیشتر مواقع برای ورود به آمریکا نیاز به ویزا ندارند و می‌توانند تحت رویه ساده ویژه‌ای کار کنند.
شهروندان کشورهای زیر برای ورود، اقامت، تحصیل و کار در آمریکا بدون محدودیت زمانی نیاز به ویزا ندارند:
| - جزایر مارشال - ایالات فدرال میکرونزی - پالائو |

### برنامه چشم‌پوشی از ویزا
در حال حاضر ۳۸ کشور توسط حکومت آمریکا برای گنجاندن در برنامه چشم‌پوشی از ویزا انتخاب شده‌اند و در صورت ورود به آمریکا (از جمله پورتوریکو و جزایر ویرجین ایالات متحده آمریکا) شهروندانشان نیازمند اخذ ویزا نیستند (ولی باید در صورت ورود با کشتی یا هواپیما سیستم مجوز الکترونیکی سفر دریافت کنند) نیستند:
| - آندورا - استرالیا - اتریش - بلژیک - برونئی - شیلی - جمهوری چک - دانمارک - استونی - فنلاند - فرانسه - آلمان - یونان | - مجارستان - ایسلند - جمهوری ایرلند - ایتالیا - ژاپن - لتونی - لیختن‌اشتاین - لیتوانی - لوکزامبورگ - مالت - موناکو - هلند - نیوزیلند | - نروژ - پرتغال - سان مارینو - سنگاپور - اسلواکی - اسلوونی - کره جنوبی - اسپانیا - سوئد - سوئیس - تایوان - بریتانیا |

بازدیدکنندگان می‌توانند ۹۰ روز در آمریکا بمانند که در صورتی که ورود از آمریکا صورت گرفته باشد زمان حضور در کانادا، مکزیک، برمودا، یا جزایر کارائیب را هم شامل می‌شود.

## منع ورود
| دولت‌های حامی تروریسم: - ایران - سوریه - سودان کشورهای مایه نگرانی: - عراق - لیبی - سومالی - یمن |